# 新しい太陽の書
『新しい太陽の書』（あたらしいたいようのしょ、The Book of the New Sun）は、ジーン・ウルフが1980年から1987年にかけて発表した長篇小説のシリーズ。当初4作が発表され、後に完結編が書き継がれ、全5冊で構成される。
- The Shadow of the Torturer (1980)　『拷問者の影』
- The Claw of the Conciliator (1981)　『調停者の鉤爪（つめ）』
- The Sword of the Lictor (1981)　『警士（リクトル）の剣』
- The Citadel of the Autarch (1982)　『独裁者の城塞（しろ）』
- The Urth of the New Sun (1987)　『新しい太陽のウールス』

サイエンス・ファンタジーと呼ばれるジャンルに属する作品である。世界観は一見するとJ・R・R・トールキン風のファンタジーであるが、次第に舞台が寒冷化が進む未来の地球であることが明らかになり、さまざまな現象にも科学的整合性のある説明がつく。一方で、本作は主人公が綴る手記という設定だが、いわゆる「信頼できない語り手」の手法を取っており、どこまでが真実なのかは曖昧になっている。
作者のウルフにとっては初のベストセラーであり、また数々の賞を受賞し、その名声を高めた作品である。
用語などが難解なため、ウルフ自身によって『川獺の城（The Castle of The Otter）』というエッセイ風解説書が著されている（1982年）。
続篇シリーズとして、同じ世界を舞台としたThe Book of the Long Sun、The Book of the Short Sunも出版された。
日本では、当初の4部作が完結した後、1986年から1988年にかけて翻訳出版された。20年後の2008年に新装版が刊行された際、未訳だった第5作が初めて出版されている。

## 概要
はるかな未来、「ウールス（原語ではUrth）」と呼ばれるようになった地球が舞台となる。太陽の衰えにより寒冷化が進むウールスには、異星から持ちこまれた生物や高度な技術が存在していた。ウールスの南は〈共和国〉によって統治され、北の国家〈アスキア〉をはじめとする勢力と闘争状態にある。語り手となるセヴェリアンは、完全な記憶を持つと称する男であり、彼によってウールスに新しい太陽がもたらされるまでの物語が描かれる。本シリーズは、このセヴェリアンが著した『新しい太陽の書』をウルフが翻訳したという体裁となっている。
登場人物とあらすじは後述。

## 主な登場人物
セヴェリアン
物語の語り手。拷問者だったが、囚人（セクラ）の自殺を助けたために住んでいた都市ネッソスを追放される。
ドロッテ、ロッシュ、イータ
拷問者組合でのセヴェリアンの仲間たち。
トリスキール
怪我をしているところをセヴェリアンに助けられた3本脚の犬。
パリーモン師
拷問者組合の師匠。セヴェリアンに名剣テルミヌス・エストを与える。
セクラ
高貴人。拷問者組合の囚人となり、セヴェリアンの助けで自殺する。
ヴォダルス
高貴人。〈共和国〉への反逆者。アスキア人に協力する。
タロス博士
劇団の主。各地を巡業しており、セヴェリアンを仲間に誘う。バルダンダーズの作った人体模型（ホムンクルス）。
バルダンダーズ
タロス博士に同行する巨人。博士の僕のように見えるが、実は博士を生み出した人物。
ジョレンタ
タロス博士の劇団の女優。女給をしていたときに博士にスカウトされ、美容整形によって容貌を変えた。
アギルス
セヴェリアンの剣を奪おうとする男。返り討ちにあい、セヴェリアンに処刑される。
アギア
兄のアギルスをセヴェリアンに処刑され、彼の命を狙う女。
ドルカス
セヴェリアンがネッソスの植物園で出会った女。記憶を失っていたが、次第に過去を思い出す。
ヘトール
セヴェリアンにつきまとう男。かつて宇宙を旅する船に乗っていた。アギアの頼みでセヴェリアンを狙う。
ジョナス
セヴェリアンが旅で出会った男。身体が肉体の部分と金属の部分に分かれている。
緑人
緑色の肌をもち、太陽光によって体内の植物から栄養を得る。見せ物にされていたところをセヴェリアンに助けられる。
クーマイの巫女
ウールスに住む〈退化人〉
アプ・プンチャウ
伝説の存在。名前の意味は「日の頭」。大昔に人々に秘密を教えたとされる。
セヴェリアン
セヴェリアンが旅で出会った同名の少年。
テュポーン
かつてウールスの支配者（独裁者）だったと自称する男。二つの頭をもつ。
オッシパゴ、バルバトゥス、ファミリムス
〈神殿奴隷〉たち。セヴェリアンとは逆方向の時間に存在し、彼に幾度か助言をする。
アスキア人
共和国の北の国家の人間。共和国と交戦状態にある。
ヴァレリア
セヴェリアンがネッソスで出会った女。のちにセヴェリアンの妻となる。
イナイア老
〈共和国〉の〈絶対の家〉に住むとされる人物。
独裁者
〈共和国〉の統治者。
アバイア
海底に住む種族。巨大な体のために水中から出られず、女奴隷を使ってセヴェリアンと接触しようとする。
アルザボ
ウールスに住む異星生物。ウシほどの大きさの巨大な肉食獣で、捕食した人間の言葉を短期間あやつる能力がある。その腺から取れる成分を使った秘薬も同じ『アルザボ』と呼ばれており、その薬品を服用して人肉食を行なうと、食べた人間は食べられた人間の記憶を共有する事ができる。
ツァドキエル
〈神聖書記〉。イエソドという星で〈独裁者〉の審問を行なう。

## あらすじ

### 拷問者の影
ウールスの南にある〈共和国〉は〈独裁者〉に統治され、拷問者組合によって反逆者は処罰されていた。組合の徒弟だったセヴェリアンは、偶然から〈共和国〉の反逆者ヴォダルスを助け、彼と知り合いになる。やがて職人となったセヴェリアンは、囚人であるセクラを愛したため、彼女の自殺を助けてしまう。組合から追放されることになったセヴェリアンは、師匠から名剣テルミヌス・エストを託され、スラックスで警士となるべく旅に出る。
拷問者組合の「剣舞（マタチン）の塔」をあとにしたセヴェリアンは、アギルスとアギアの兄妹にテルミヌス・エストを狙われ、だまされて決闘を行なう事になる。決闘に必要な植物〈アヴァーン〉を取りに行く途中、セヴェリアンはドルカスという女を助け、共に旅することになった。決闘の相手を返り討ちにしたのち、セヴェリアンは荷物に紛れ込んでいた宝石を見つける。それは、アギアがペルリーヌ尼僧団から盗み、彼の荷物に隠しておいた〈調停者の鉤爪〉だった。セヴェリアンはタロス博士の劇団（団員は博士、大男のバルダンダーズ、絶世の美女のジョレンタ）に参加したのち、不滅の都市と呼ばれるネッソスの門をくぐり外界へと出る。

### 調停者の鉤爪
劇団とはぐれてスラックスへ向かう途中で、セヴェリアンは友人のジョナスとともに捕らえられる。運ばれた先は、かつて彼が助けたヴォダルスの宮廷だった。ヴォダルスと再会したセヴェリアンは、霊薬を用いた儀式に参加してセクラの肉を食し、彼女の記憶を有することになる。ヴォダルスの依頼により、セヴェリアンは使者として〈独裁者〉の住む「絶対の家」へと向かうが、そこで彼を待っていたのはジョナスとの別れと、〈独裁者〉自身だった。
〈独裁者〉と会ったのち、セヴェリアンはタロス博士たちの劇団に戻る。「絶対の家」の庭園での上演後、博士は劇団を解散し、ドルカスとジョレンタはセヴェリアンに同行する。博士の技術で美貌を保っていたジョレンタは衰弱し、彼女を助けるためにセヴェリアンは〈クーマイの巫女〉と呼ばれる人物に会う。彼女は時間を超える力によって、アプ・プンチャウという存在を呼び出そうとするが、やがて現われたアプ・プンチャウは、セヴェリアン自身の姿にそっくりだった。

### 警士の剣
セヴェリアンはドルカスとともにスラックスに着き、〈執政官〉のもとで〈警士〉として働く。しかしドルカスは、自分がかつて死者であり、〈調停者の鉤爪〉によって蘇ったのだと考えるようになる。一方セヴェリアンは〈執政官〉派の実力者の妻（浮気を繰り返して夫の評判を落としていた）を処刑する命令を受けるが、それにそむいたために追われる身となる。セヴェリアンとドルカスは別れ、彼は〈調停者の鉤爪〉をもとの所有者のペルリーヌ尼僧団に返すため、北へ向かう。山中の家に立ち寄ったセヴェリアンは、アルザボに狙われた一家を助ける。そして自分と同じセヴェリアンという名の少年と旅を続けるが、少年は道中にしかけられた罠によって命を落とす。罠を仕掛けた主は、惑星の支配者を自称するテュポーンという双頭の男だった。セヴェリアンは、テュポーンに対する忠誠を強要されるが、かろうじて彼を殺すことに成功し、旅を続ける。
ディウトルナ湖のほとりにたどり着いたセヴェリアンは〈調停者の鉤爪〉を奪われ、取り戻すべく湖畔の砦に侵入する。砦の主人は、劇団にいた巨人バルダンダーズだった。彼は湖の住人を実験台にして自分を成長させるための研究を続けており、タロス博士は彼の成長を管理するための人造物（ホムンクルス）だと語る。セヴェリアンは砦を訪れていた〈神殿奴隷〉たちに会い、彼らにひざまずかれて驚く。〈神殿奴隷〉たちはセヴェリアンの未来の姿を知っており、彼に助言を与える。〈神殿奴隷〉が去ったのち、バルダンダーズは〈調停者の鉤爪〉を湖に投げ捨てる。それを契機として湖の住人たちが砦に突入し、バルダンダーズとセヴェリアンは死闘を行なう。

### 独裁者の城塞
放浪を続けるセヴェリアンは、〈調停者の鉤爪〉を使ってひとりの兵士を蘇らせるが、熱病に倒れてしまう。戦場で看護活動を行っていたペルリーヌ尼僧団で看病を受け、回復した彼は〈調停者の鉤爪〉を返そうとするが、（外側の宝石が失われて中に封じ込められていた鈎爪だけになっていたため）受け取ってもらえない。尼僧団への参加を希望するようになったセヴェリアンは、尼僧団の指導者から近くに住む隠者を保護してくる任務を依頼される。なんとかたどり着いた隠者の家は、氷に覆われたウールスの遠い未来から、セヴェリアンの時代を観測するための施設だった。セヴェリアンは隠者を家の外に連れ出すが、彼は消滅してしまう。戻って来たとき、尼僧団は砲撃を受けて消滅していたが、セヴェリアンはそれをきっかけに、〈独裁者〉の軍に加わる。
アスキア人との戦闘に参加したセヴェリアンは、独裁者と再会するが、ともに飛翔機に乗っていたところを撃墜されてしまう。独裁者はヴォダルスに助けを求め、彼に捕らえられたセヴェリアンと独裁者は、アスキア人のもとへ連行される。死期を悟った独裁者は、薬物を用いて自分の脳から記憶を受け継ぐようセヴェリアンに頼む。セヴェリアンは頼みを聞き入れ、独裁者が持っていた何百人もの人格も受け継ぎ、新たな独裁者となる。
アスキア人のもとから、それまで執拗に彼の命を狙っていたアギア等に助けられセヴェリアンは、生まれ故郷のネッソスへ帰還し、拷問者組合の面々と再会する。

### 新しい太陽のウールス
前作から約10年後、独裁者となったセヴェリアンは「新しい太陽」を惑星ウールスにもたらすために宇宙船で旅に出る。そしてセヴェリアンは、かつて書き記した手記（それは『新しい太陽の書』4部作のことである）を再びひもとくことになる。

## 受賞歴
- 『拷問者の影』 - 世界幻想文学大賞（1981）、イギリスSF協会賞（1981）
- 『調停者の鉤爪』 - ネビュラ賞 長篇小説部門（1981）、ローカス賞 ファンタジイ長篇部門（1982）
- 『警士の剣』 - ローカス賞 ファンタジイ長篇部門（1983）
- 『独裁者の城塞』 - ジョン・W・キャンベル記念賞（1984）、アポロ賞（1985）

## 日本における評価
- 「本の雑誌が選ぶ SFオールタイムベスト100」第14位　『SF本の雑誌』　本の雑誌社、2009年。

## 書誌情報
翻訳
- 『拷問者の影』　岡部宏之訳、早川書房〈ハヤカワ文庫SF〉、430頁、1986年。新装版2008年。
- 『調停者の鉤爪』　岡部宏之訳、早川書房〈ハヤカワ文庫SF〉、412頁、1987年。新装版2008年。
- 『警士の剣』　岡部宏之訳、早川書房〈ハヤカワ文庫SF〉、392頁、1987年。新装版2008年。
- 『独裁者の城塞』　岡部宏之訳、早川書房〈ハヤカワ文庫SF〉、447頁、1988年。新装版2008年。
- 『新しい太陽のウールス』　岡部宏之訳、早川書房〈ハヤカワ文庫SF〉、606頁、2008年。

カバーイラストは、1986年〜1988年発行版が天野喜孝。2008年発行版が小畑健。